# 圣西连克圣殿 (杜德施塔特)
圣西连克圣殿（Basilika St.Cyriakus）是一座罗马天主教宗座圣殿，属于天主教希尔德斯海姆教区，是德国下萨克森州杜德施塔特的主要教堂，在当地称为“上教堂”（Oberkirche），为哥特式风格，建于1240–1490年，高62.5米。2015年10月3日升格为宗座圣殿。

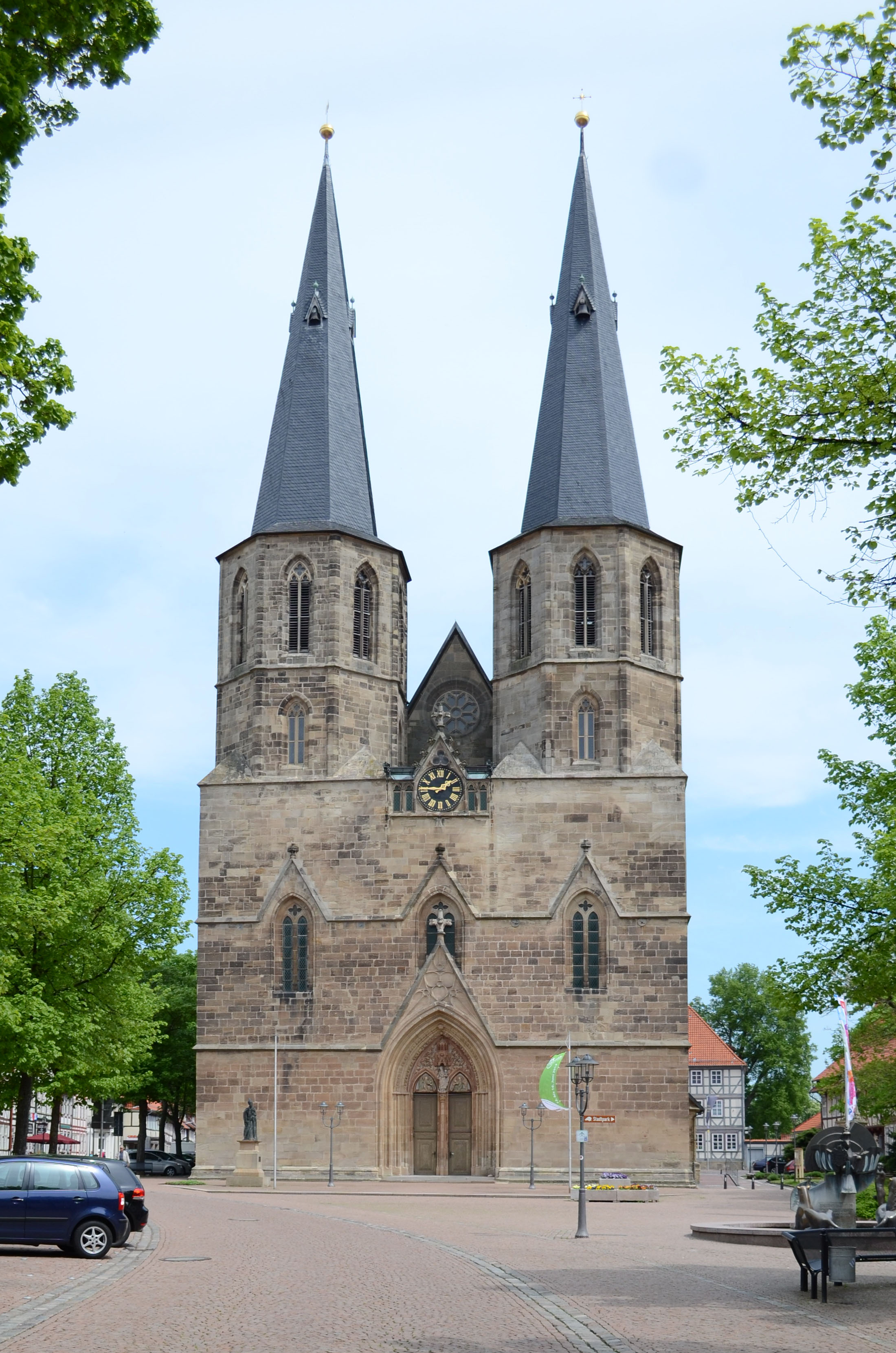
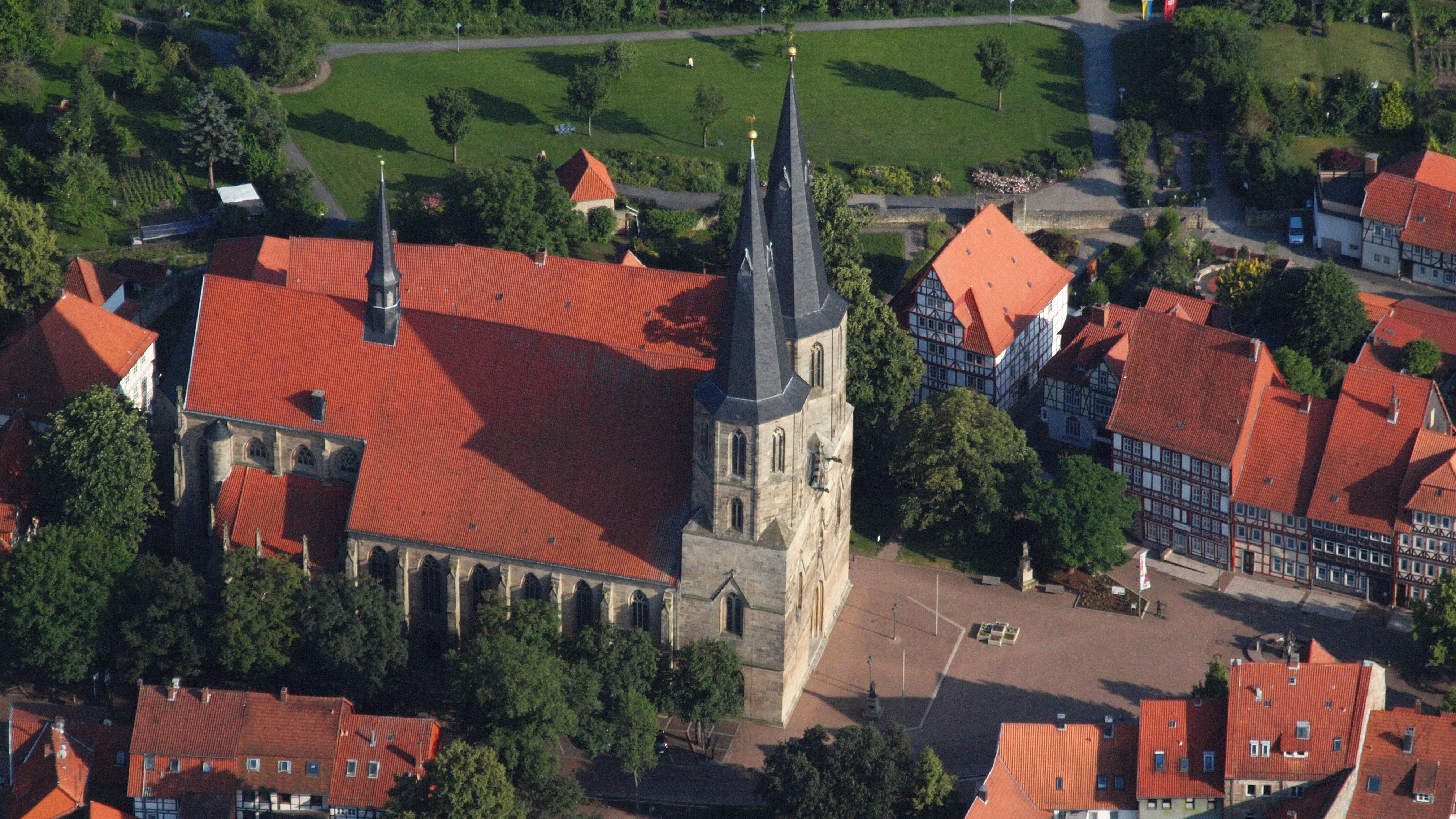
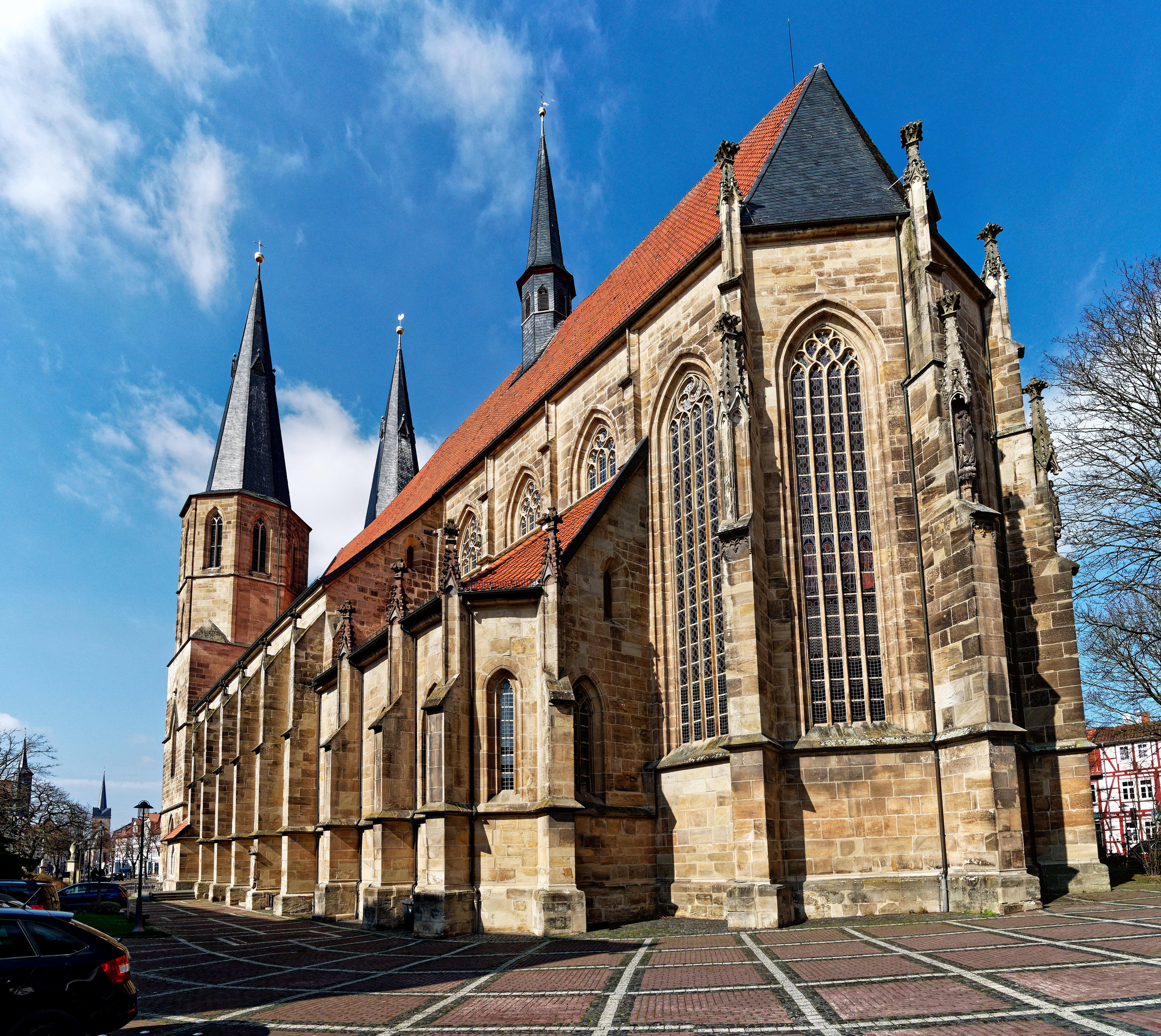
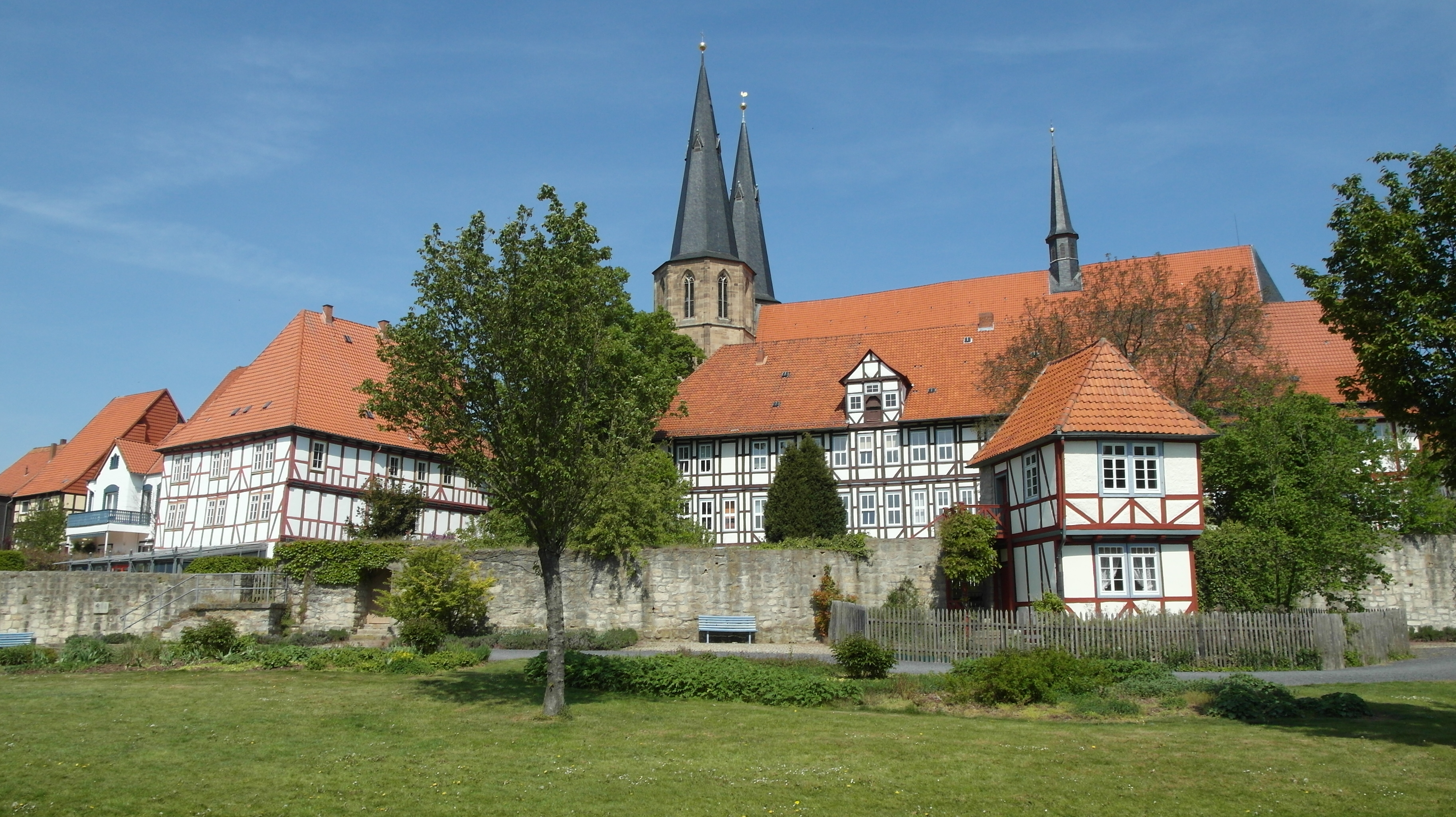